# Anomis albitacta
Anomis albitacta är en fjärilsart som beskrevs av Walker. Anomis albitacta ingår i släktet Anomis och familjen nattflyn. Inga underarter finns listade i Catalogue of Life.